# Jobaria
Jobaria ("podle nigerijské mytologické příšery Jobara") byl sauropodní dinosaurus, žijící v období střední jury na území severní Afriky. Velmi dobře zachovalou kostru objevil v roce 1997 americký paleontolog Paul Sereno, který později tohoto plazopánvého dinosaura také popsal.

## Popis
Název „Jobaria“ je odvozen od legendární obludy místních dějin. Tento poměrně veliký dinosaurus dosahoval délky asi 16 až 24 metrů a hmotnosti 16 až 18 tun. Podle jiných odhadů vážil tento sauropod při délce přes 18 metrů asi 22 tun. Byl nejspíše primitivním zástupcem makronárií nebo eusauropodem, nepatřícím ještě mezi pokročilejší neosauropody. Tomu nasvědčuje také primitivní stavba ocasních a hřbetních obratlů i lžícovitě tvarované zuby. Podle Serena se tento obr dokázal vztyčovat na zadních končetinách, aby dosáhl výše za potravou nebo se ubránil útokům dravých dinosaurů.